# 朱東光
朱東光（1532年—1618年），字元曦，號存敬，福建建寍府浦城縣民籍，江西臨川縣人，明朝政治人物。

## 生平
嘉靖四十年（1561年）辛酉科福建鄉試第三十五名舉人。隆慶二年（1568年）中式戊辰科會試第二百三十二名，三甲第一百八十三名進士。初授平阳县知县，萬曆二年（1574年）補任祁门县知县，三年七月选授户科给事中，出督河工，四年擢为河南按察司佥事，分巡淮徐道，駐節潁州。八年闰四月升廣東海道副使，十一年十二月升广东右参政、分守岭西道。二十五年八月降为广西右参议，二十七年三月升广东副使，晋广东惠潮兵巡道右参政，三十三年八月因官印被盗，调用贵州，分守新镇道，三十五年正月考察去职。著有《訓政编》行世。与凤阳知府張雲登合编《中都四子集》六十四卷。

## 家族
曾祖朱相；祖父朱炆；父朱埴，母饒氏。具庆下。具慶下。